# Нижньодуванське (заповідне урочище)
Нижньодува́нське — заповідне урочище місцевого значення в Україні. Один з об'єктів природно-заповідного фонду Луганської області.

## Розташування
Заповідне урочище розташоване за 25 км на північ від міста Сватове і за 1 км на південний захід від селища міського типу Нижня Дуванка в Сватівському районі Луганської області.

## Історія створення
Заповідне урочище місцевого значення «Нижньодуванське» оголошено рішенням Луганської обласної ради народних депутатів № 15/11 від 17 березня 1994 року.

## Загальна характеристика
Площа 30 га. Являє собою ділянку крутого правого берега річки Красної з крейдяними відслоненнями і угрупованнями з представників ендемічного крейдяного рослинного комплексу.

## Рослинний світ
Із загальної кількості 150 видів рослин, що зростають в заповідному урочищі — 14 занесені до Червоної книги України. Серед них: гісоп крейдяний, ранник крейдяний, смілка крейдяна, дворядник крейдяний, громовик донський, келерія Талієва, шоломниця крейдяна, дрік донський, півонія тонколиста, шафран сітчастий, сон чорніючий, ковили Залеського і волосиста, тюльпан дібровний.
У заповідному урочищі також зростає багато східнопричорноморських ендеміків, пов'язаних з крейдяно-мергельними породами. Серед них: льон Чорняєва, полин донський, чебрець вапняковий, матіола запашна, астрагал білостеблий, бедринець ломикаменевий, подорожник солелюбний, лещиця голонасінна тощо.
Пологіші ділянки в основі схилів займають угруповання костриці валійської з домішкою ковил Залеського і волосистої, а також келерії Талієва.
На опуклих ділянках зростають специфічні агломеративні угруповання — чебречники і гісопники з домішкою бедринцю каменелюбного і лещиці голонасінної.
В неглибокій балці, що відкривається в долину річки, розташований невеликий байрачний ліс. В ньому зростають дуб звичайний, ясен високий, липа серцелиста. Основними породами, що формують підлісок, є клени татарський і польовий, жостір проносний, бруслина Черняєва і бузина чорна. Трав'яний покрив утворюють: тюльпан дібровний, проліска сибірська, на узліссях трапляються рідкісні в Луганській області ясенець голостовпчиковий і ломиніс цілолистий.

## Світлини

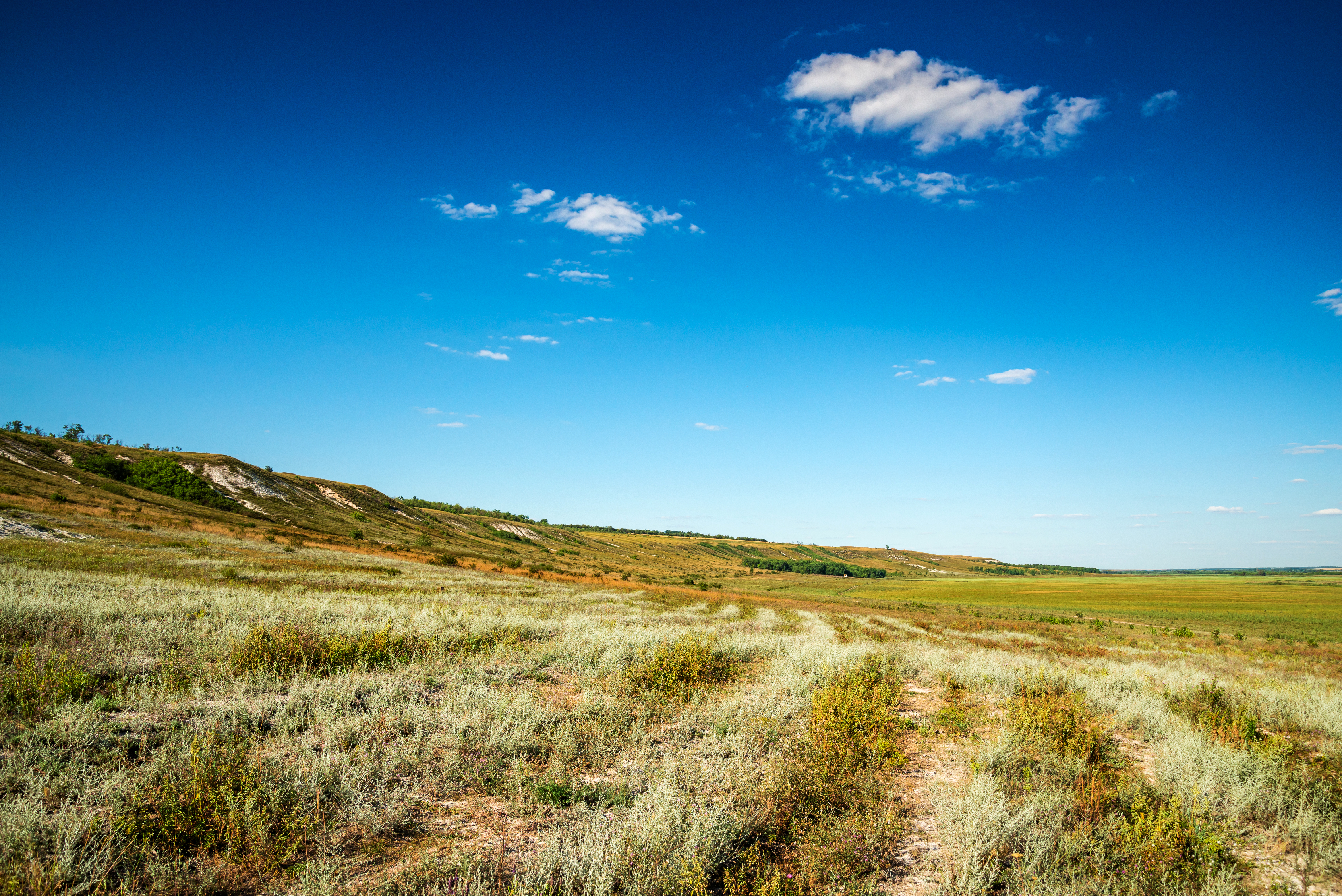
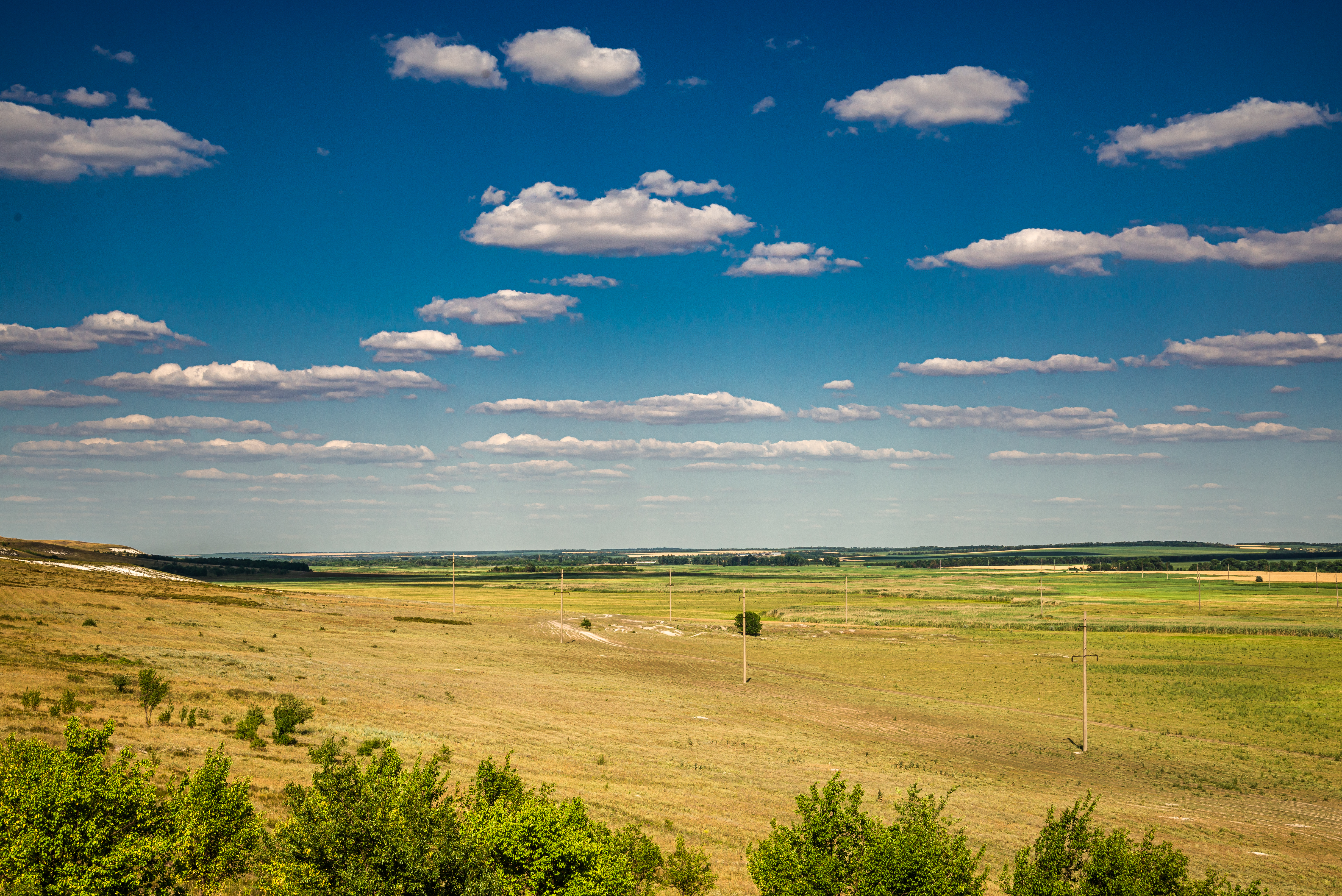
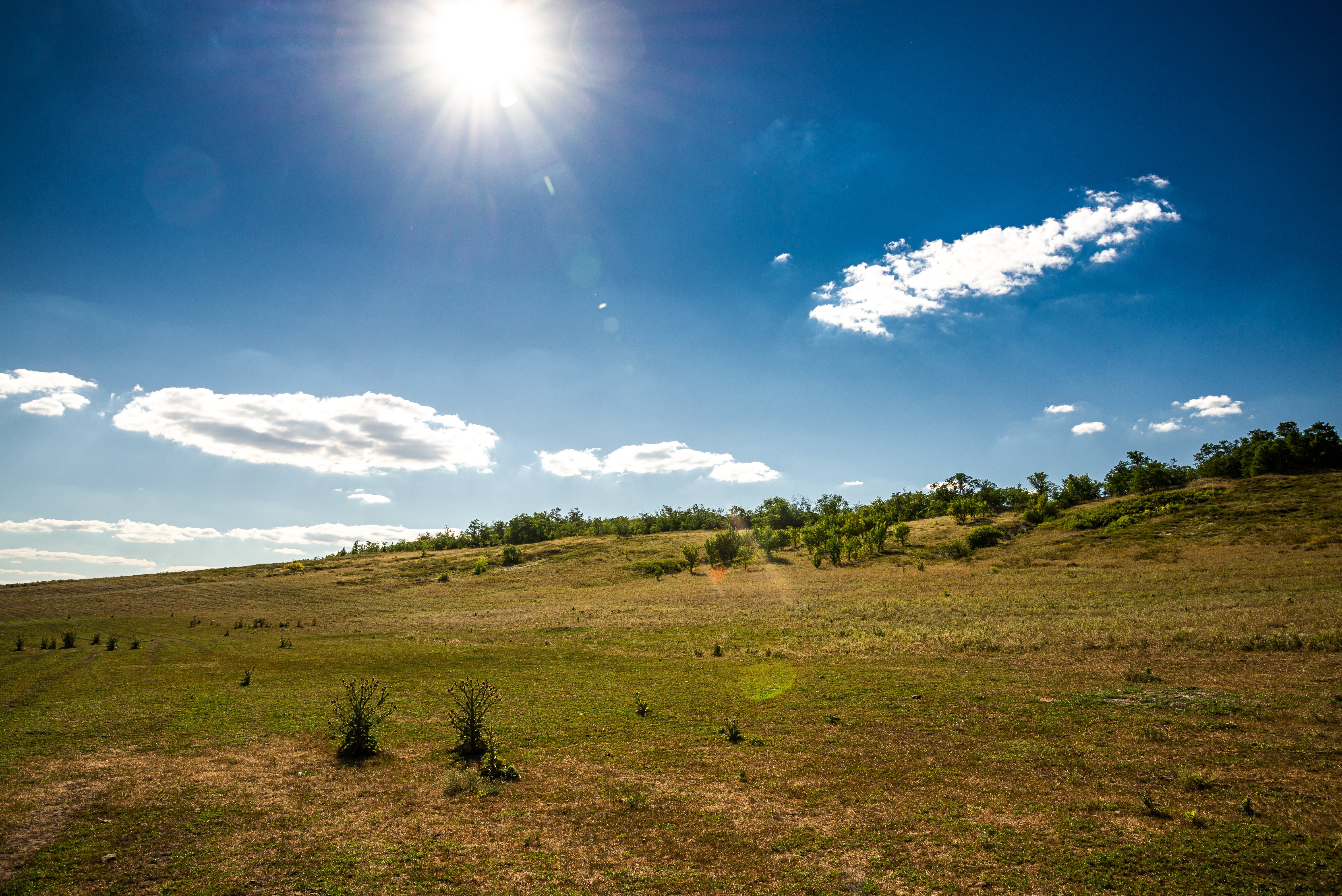
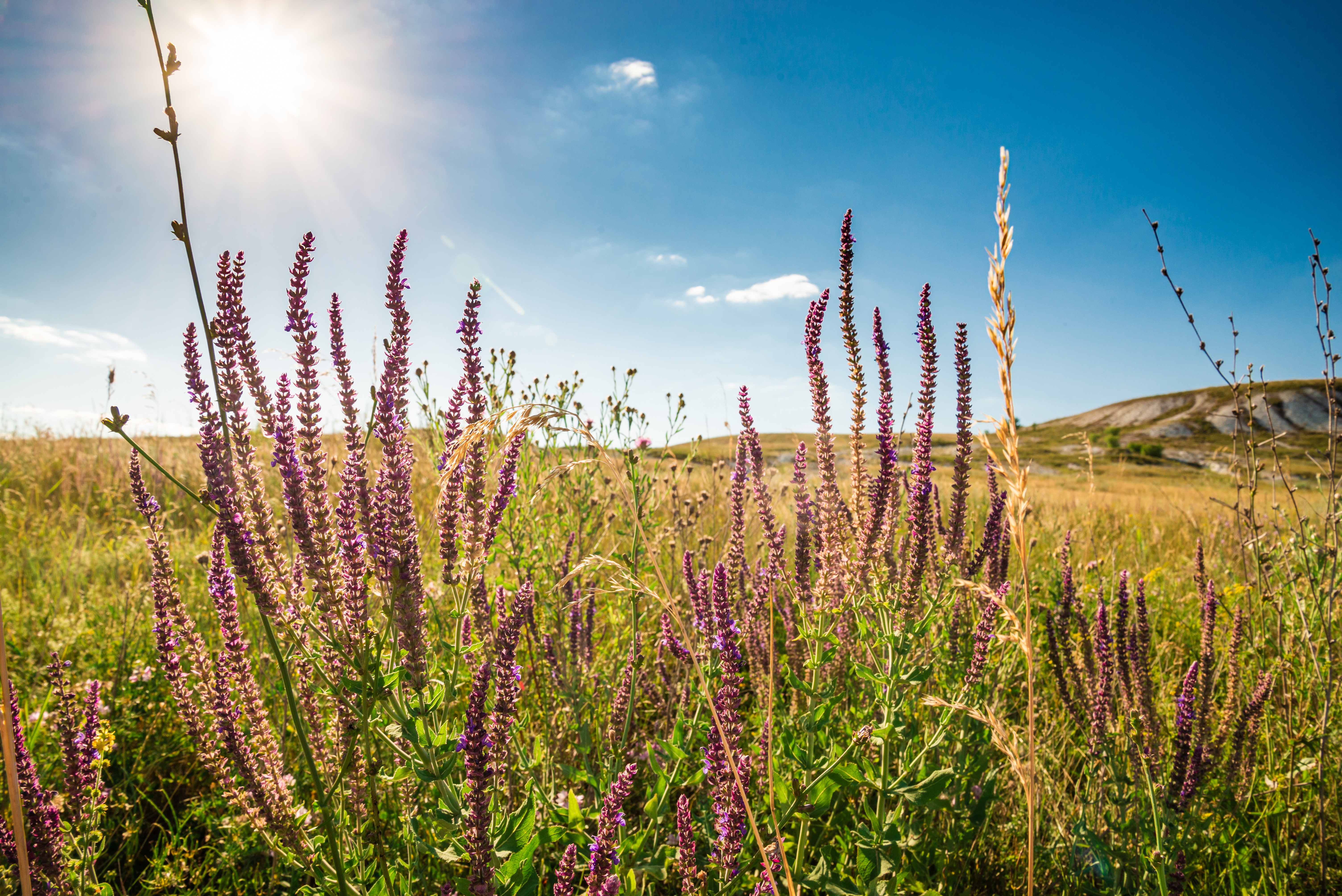